# Atopsyche spinosa
Atopsyche spinosa is een schietmot uit de familie Hydrobiosidae. De soort komt voor in het Neotropisch gebied.